# Carlos Filipe Ximenes Belo
Carlos Belo, född 3 februari 1948 i Wailakama i provinsen Baucau i Östtimor, är en östtimoresisk romersk-katolsk biskop som, tillsammans med Xanana Gusmão, kämpade för Östtimors frihet från Indonesiens diktator Suharto. Han tilldelades tillsammans med José Ramos-Horta Nobels fredspris 1996 för sina fredliga insatser i demokratirörelsen.